# Gambusia
Gambusia é um género de peixes de água doce da família dos pecílidos, na ordem dos cyprinodontiformes. A espécie-tipo é a gambusia cubana (Gambusia punctata). Contém espécies tanto ameaçadas como invasoras.

## Espécies
Conhecem-se 44 espécies deste género, das quais dois estão extintas:
- Gambusia affinis (Baird e Girard, 1853)
- Gambusia alvarezi (Hubbs e Springer, 1957)
- Gambusia amistadensis (Peden, 1973) †
- Gambusia atrora (Rosen e Bailey, 1963)
- Gambusia aurata (Miller e Minckley, 1970)
- Gambusia baracoana (Rivas, 1944)
- Gambusia beebei (Myers, 1935)
- Gambusia bucheri (Rivas, 1944)
- Gambusia clarkhubbsi (Garrett e Edwards, 2003)
- Gambusia dominicensis (Regan, 1913)
- Gambusia echeagarayi (Álvarez, 1952)
- Gambusia eurystoma (Miller, 1975)
- Gambusia gaigei (Hubbs, 1929)
- Gambusia geiseri (Hubbs e Hubbs, 1957)
- Gambusia georgei (Hubbs e Peden, 1969) †
- Gambusia heterochir (Hubbs, 1957)
- Gambusia hispaniolae (Fink, 1971)
- Gambusia holbrooki Girard, 1859
- Gambusia hurtadoi (Hubbs e Springer, 1957)
- Gambusia krumholzi Minckley, 1963
- Gambusia lemaitrei (Fowler, 1950)
- Gambusia longispinis (Minckley, 1962)
- Gambusia luma (Rosen e Bailey, 1963)
- Gambusia manni (Hubbs, 1927)
- Gambusia marshi (Minckley e Craddock, 1962)
- Gambusia melapleura (Gosse, 1851)
- Gambusia monticola (Rivas, 1971)
- Gambusia myersi (Ahl, 1925)
- Gambusia nicaraguensis (Günther, 1866)
- Gambusia nobilis (Baird e Girard, 1853)
- Gambusia panuco (Hubbs, 1926)
- Gambusia pseudopunctata (Rivas, 1969)
- Gambusia punctata (Poey, 1854)
- Gambusia puncticulata (Poey, 1854)
- Gambusia quadruncus Langerhans, 2012
- Gambusia regani (Hubbs, 1926)
- Gambusia rhizophorae (Rivas, 1969)
- Gambusia senilis (Girard, 1859)
- Gambusia sexradiata (Hubbs, 1936)
- Gambusia speciosa (Girard, 1859)
- Gambusia vittata (Hubbs, 1926)
- Gambusia wrayi (Regan, 1913)
- Gambusia xanthosoma (Greenfield, 1983)
- Gambusia yucatana (Regan, 1914)